# Alexandre Viazemsky
Prince Alexandre Alexeivitch Viazemsky, en russe Алекса́ндр Алексе́евич Вя́земский, né le 14 août 1727 (3 août du calendrier julien), mort le 19 janvier 1793 (8 janvier du calendrier julien)  est un homme politique russe. Il fut procureur général du 14 février 1764 (3 février du calendrier julien) au 17 septembre 1792.

## Famille
Le 3 août 1768, il épouse la princesse Elena Nikitichina Troubetskoï (27.12.1745-14.10.1832) avec qui il a Catherine, épouse Dimitri Alexandrovitch Tolstoï (1754-1832), et Anna, mère du Premier ministre Nicola Maresca Donnorso.